# Albatros L 69
L'Albatros L 69 fu un aereo da turismo sportivo, monomotore biposto ad ala alta a parasole, sviluppato dalla tedesca Albatros Flugzeugwerke GmbH alla metà degli anni venti.
Destinato ufficialmente al mercato dell'aviazione civile ed utilizzato come addestratore e in competizioni aeree del periodo, venne in realtà impiegato anche come aereo da addestramento militare per la formazione degli equipaggi del Reichswehr, le forze armate tedesche di difesa istituite dopo il termine della prima guerra mondiale.

## Storia del progetto
Nei primi anni venti, al fine di aggirare le limitazioni all'aviazione militare e civile imposte nel 1919 alla Repubblica di Weimar dal Trattato di Versailles come conseguenza della sconfitta da parte dell'Impero tedesco nella Prima guerra mondiale, venne iniziata una collaborazione con il costituendo governo dell'Unione Sovietica che prevedeva la realizzazione di stabilimenti nel loro territorio. Inoltre le strutture dell'aeroporto di Lipeck avrebbero permesso la formazione del personale militare del Reichswehr, le ricostituite forze armate tedesche, destinate all'aviazione. A questo scopo i progetti dei nuovi modelli di aereo del periodo, benché presentati come destinati al mercato dell'aviazione generale, dovevano segretamente rispondere alle esigenze militari e fu in quest'ottica che maturò lo sviluppo dell'L 69 da parte dell'Albatros.
Il progetto, disegnato da R. Schubert, era relativo ad un velivolo leggero dall'aspetto convenzionale, un monomotore biposto monoplano ad ala alta a parasole con carrello fisso, realizzato per ricoprire il ruolo di aereo da addestramento nelle scuole di volo civili o destinato a voli turistici.
Il prototipo venne completato nel 1925, equipaggiato con un motore a bassa potenza, il radiale a 3 cilindri Bristol Lucifer da 100 hp (75 kW) di produzione britannica, ed immatricolato con marche civili D-684, tuttavia non venne introdotto sul mercato dell'aviazione civile ma risulta venne inviato a Lipeck, così come il secondo esemplare costruito (marche D-778), per la formazione degli equipaggi del Reichswehr.
In seguito vennero realizzati altri due esemplari, WerkNr. 10071 e 10072, equipaggiati con un motore radiale a 9 cilindri Siemens-Halske Sh 12 di produzione nazionale, identificati dall'azienda come L 69a ed immatricolati rispettivamente D-778 e D-1533.

## Tecnica
La descrizione è tratta da Flight
L' L 69 era un velivolo dall'impostazione moderna, per il periodo, monomotore biposto monoplano ad ala alta e realizzato in tecnica mista, e dall'aspetto compatto.
La fusoliera, realizzata con una struttura in tubi d'acciaio saldati, presentava una disposizione classica dell'equipaggio, situato in due abitacoli aperti in tandem e separati. Posteriormente terminava in un impennaggio monoderiva.
La configurazione alare era monoplana, con l'ala posizionata alta a parasole e collegata alla parte superiore della fusoliera da corti supporti tubolari.
Il carrello d'atterraggio era un convenzionale biciclo fisso, con la parte anteriore costituita da una struttura tubolare che integrava le due ruote collegate tra loro da un assale rigido, integrato posteriormente da un pattino d'appoggio mobile ed ammortizzato montato sotto la coda e che ripeteva la direzione del timone in fase di manovra a terra.
La propulsione era affidata ad un motore radiale di bassa potenza raffreddato ad aria posizionato all'apice anteriore della fusoliera e montato su una struttura tubolare ed incernierato per poter accedere facilmente alla parte posteriore dello stesso. Nella prima versione si trattava di un Bristol Lucifer a 3 cilindri in grado di erogare 100 hp (75 kW), parzialmente carenato e dal quale spuntavano solo i tre cilindri alettati, sostituito nella seconda versione dal più potente ed ingombrante radiale Siemens-Halske Sh 12 a 9 cilindri, capace di 110 PS (81 kW), che rimaneva completamente a vista.

## Impiego operativo
I due L 69 rimasero a disposizione del personale militare tedesco fino all'arrivo di modelli più efficienti, tuttavia vennero utilizzati anche in alcune competizioni aeronautiche del periodo nella classe D riservata ai modelli fino a 100 hp, tra le quali l'edizione del 1925 del Deutsche Rundflug. ed il Round Saxony dello stesso anno.
L'L 69a D-778 (WerkNr. 10071) risulta assegnato al Deutsche Versuchsanstalt für Luftfahrt (DVL) a Johannisthal e rimasto in organico fino all'aprile 1929, data in cui venne smantellato, il secondo, D-1533 (WerkNr. 10072), risulta in organico alla stessa Albatros nel novembre 1928 e demolito nel gennaio 1931.

### Primati
Il prototipo (D-684) vinse l'edizione del 1925 del Deutsche Rundflug, categoria D, pilotato da Kurt Ungewitter, asso dell'aviazione della prima guerra mondiale e pilota collaudatore dell'azienda tedesca, il quale rimase ucciso nel 1927 in un incidente ai comandi della successiva versione, la L 69a.

## Versioni
L 69versione equipaggiata con un motore radiale a 3 cilindri Bristol Lucifer, costruito in 2 esemplari.
L 69aversione realizzata nel 1927, equipaggiata con un motore radiale a 9 cilindri Siemens-Halske Sh 12, costruita in 2 esemplari.

### Periodici
- (EN) THE ALBATROS L.69 "Bristol"-Engined Monoplane Wins "Round Saxony" Flight, su Flight, http://www.flightglobal.com/home/default.aspx, 29 ottobre 1925. URL consultato il 4 agosto 2013.